# Paulina Teresa de Württemberg
Paulina Teresa Luísa de Württemberg (em alemão:  Pauline Therese Luise von Württemberg; Riga, 4 de setembro de 1800 — Estugarda, 10 de março de 1873) foi a esposa do rei Guilherme I e Rainha Consorte de Württemberg de 1820 a 1864.

## Família
Paulina foi a terceira filha nascida do casamento entre Luís, Duque de Württemberg e a princesa Henriqueta de Nassau-Weilburg. Os seus avós paternos eram Frederico Eugénio II de Württemberg e a duquesa Frederica de Brandemburgo-Schwedt. Os seus avós maternos eram Carlos Cristiano, Príncipe de Nassau-Weilburg e a princesa Carolina de Orange-Nassau.

## Casamento e descendência

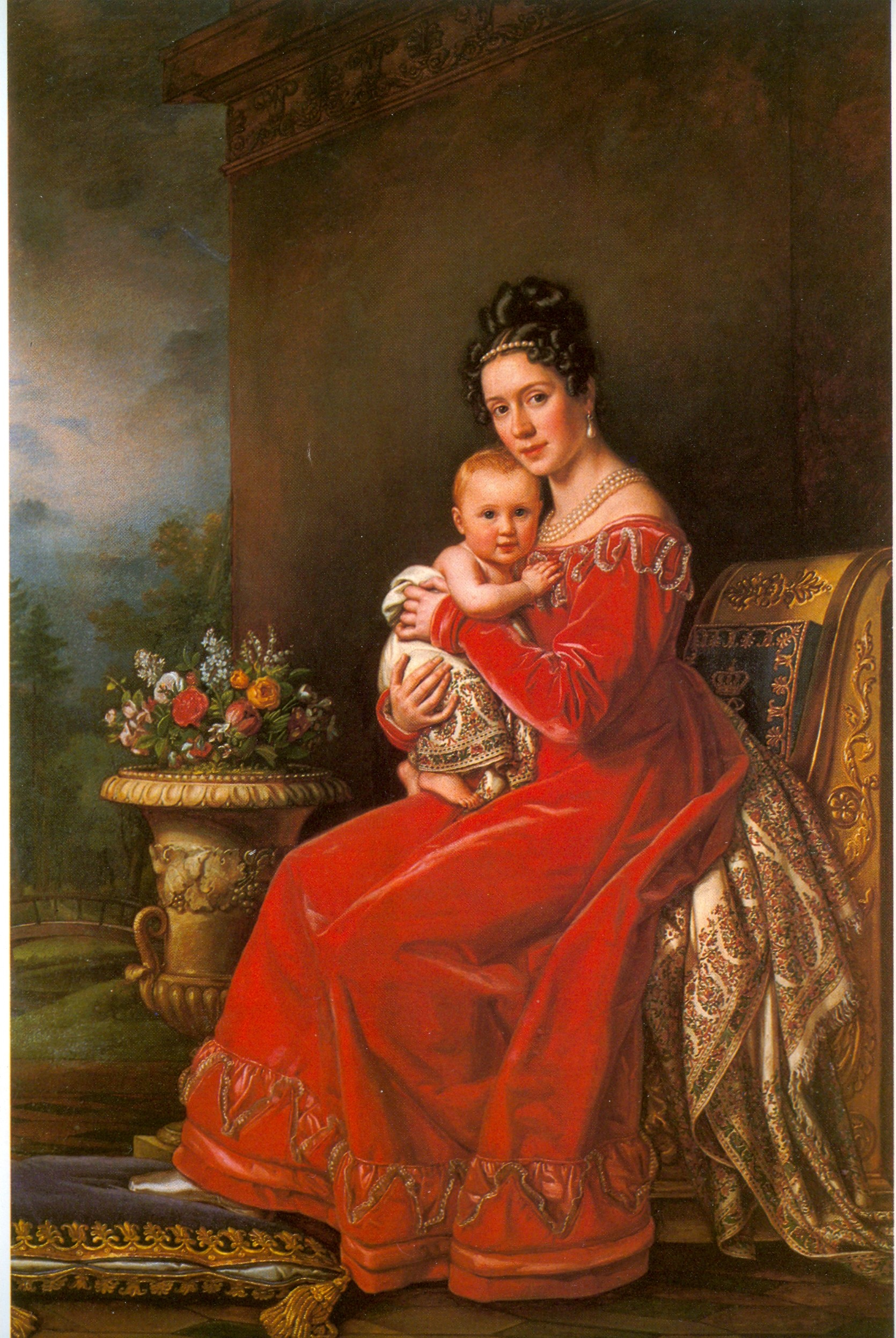
Paulina com o seu filho Carlos

No dia 15 de abril de 1820, Paulina casou-se em Estugarda com o seu primo direito, o rei Guilherme I de Württemberg, tornando-se assim rainha-consorte de Württemberg. Paulina era já a sua terceira esposa e o casamento foi infeliz, especialmente por causa da ligação com a actriz Amalia Stubenrauch.
Mesmo assim tiveram três filhos:
- Catarina Frederica de Württemberg (24 de agosto de 1821 – 6 de dezembro de 1898) casada com o príncipe Frederico de Württemberg; com descendência, incluindo o rei Guilherme II de Württemberg.
- Carlos I de Württemberg (6 de março de 1823 – 6 de outubro de 1891); casado com a grã-duquesa Olga Nikolaevna da Rússia; sem descendência.
- Augusta de Württemberg (4 de outubro de 1826 – 3 de dezembro de 1898), casada com o príncipe Hermano de Saxe-Weimar-Eisenach; com descendência.

Paulina também foi madrasta das princesas Maria e Sofia de Württemberg, futura rainha dos Países Baixos, as duas filhas de Guilherme do seu segundo casamento. Numa carta para a sua amiga lady Malet, a rainha Sofia viria a escrever mais tarde sobre a possibilidade de a sua madrasta e uma das suas filhas (Catarina ou Augusta) ter de se refugiar nos Países Baixos em breve devido às Revoluções de 1848 nos estados alemães.

## Morte
Guilherme I morreu no Castelo Rosenstein em Estugarda no dia 25 de junho de 1864. Com a sua morte, a separação entre o casal passou a ser do conhecimento público uma vez que Paulina foi completamente excluída de qualquer herança no seu testamento. A princesa morreu nove anos depois, no dia 10 de março de 1873, tendo passado os seus últimos anos na Suíça.
Paulina foi muito popular, não só pela bondade que mostrava para com os seus súbditos, mas também pela devoção que tinha para os pobres. Após a sua morte, muitas ruas, estradas e outros locais de Württemberg receberam o seu nome.